# Typopsilopa chinensis
Typopsilopa chinensis är en tvåvingeart som först beskrevs av Christian Rudolph Wilhelm Wiedemann 1830.  Typopsilopa chinensis ingår i släktet Typopsilopa och familjen vattenflugor. Inga underarter finns listade i Catalogue of Life.